# Qala Phusa
Qala Phusa (en aimara qala pedra, phusa siku, també escrit Khala Phusa) o Q'ululu (de l'aimara semental de llama, alpaca o vicuña, Castellanitzat Cololo) és una muntanya de 5.465 msnm de la serralada d'Apolobamba, a Bolívia. Es troba al Departament de La Paz, al sud-oest del Waracha i al sud-est del Jach'a Waracha.